# Zum Beispiel Balthasar
Zum Beispiel Balthasar (Originaltitel: Au hasard Balthazar) ist ein schwedisch-französischer Spielfilm aus dem Jahr 1966. Regie bei dem Filmdrama führte Robert Bresson, der auch das Drehbuch schrieb. Produziert wurde der Film von Argos Films, Athos Films, Parc Film und dem Schwedischen Filminstitut.

## Handlung
Landes in den 1960er Jahren. Ein junger Esel wird von den beiden Kindern Marie und Jacques auf den Namen Balthasar getauft. Jahrelang erduldet Balthasar als stumme Kreatur jede Qual. Nach Stationen als Lastesel, Zirkusattraktion und von einem Verbrecher geschlagenes Erbe wird er schließlich von Schmugglern aus dem Gefolge Gérards benutzt.
Leid erfährt auch Marie, die sich von ihrem neuen Liebhaber Gérard misshandeln lässt. Marie wird nackt und möglicherweise von Gérards Bande vergewaltigt in einer Hütte liegen gelassen, Balthasar stirbt nach Schüssen von der Grenzpatrouille am Ende inmitten einer Herde von Schafen.

## Entstehungsgeschichte
Der Film wurde in Guyancourt im Département Yvelines gedreht.
Die eindringliche, spärlich eingesetzte Filmmusik stammt aus dem 2. Satz (Andantino) der Klaviersonate Nr. 20 A-dur, D 959 von Franz Schubert.

## Rezeption
Der Film kam am 25. Mai 1966 in die französischen Kinos. Er wurde in der folgenden Zeit auf mehreren Filmfestivals gezeigt und erschien in den Kinos einiger europäischer Länder.
Kritiker nahmen den Film begeistert auf. Der Regisseur Jean-Luc Godard schrieb, jeder, der diesen Film sehe, werde absolut erstaunt sein, da er wahrhaftig die Welt in anderthalb Stunden sei.

„Das Sterben Balthasars am Ende von Au Hasard Balthazar ist ein Augenblick, der zu einer solch essentiellen Kreuzung werden kann, an der wir entweder zu Tränen gebracht, oder von einer kühlen Gleichgültigkeit heimgesucht werden.“

„Ein thematisch nicht in allen Teilen überzeugendes Gleichnis von Robert Bresson, dessen Mystik und Gefühlsbetontheit einige Male die Grenzen des Kitsches streifen. In vielen Szenen dennoch von bewegender Intensität. Für Erwachsene ein Gewinn.“

„Bresson legt nahe, dass wir alle Balthasars seien. Trotz unserer Träume, Hoffnungen und Pläne wird die Welt schließlich mit uns so verfahren, wie sie es nun einmal tut. Weil wir denken und schlussfolgern können, glauben wir, wir könnten einen Ausweg, eine Lösung oder eine Antwort finden. Aber Intelligenz verschafft uns zwar die Fähigkeit, unser Schicksal zu begreifen, doch ohne die Macht, es auch zu kontrollieren. Dennoch lässt uns Bresson nicht mit leeren Händen zurück. Er bietet uns Mitgefühl als Rat an. Wenn wir über uns selbst hinausgehen und nachempfinden, wie andere fühlen, dann können wir Trost darin finden, menschliche Erfahrung zu teilen, statt sie in Einsamkeit alleine zu ertragen.“

„Bressons Meisterwerk ist von hohem spirituellem Interesse, das sich gleichnishaft und in fast meditativem Erzähl- und Bildrhythmus des Tieres als anthropomorph gestalteten Stellvertreters für die menschlichen Leiden an Gewalt, Unrecht, Lieblosigkeit, Liebesunfähigkeit bedient und damit eine merkwürdige neue Passionsgeschichte ausbildet.“

Im Jahr 2022 wagte sich der polnische Filmemacher Jerzy Skolimowski mit seinem Spielfilm EO an eine Neuinterpretation von Bressons Werk.

## Auszeichnungen
Bei den Filmfestspielen von Venedig im Jahr 1966 gewann Zum Beispiel Balthasar den OCIC-Preis. Die Association Française de la Critique de Cinéma zeichnete den Film 1967 mit dem Prix Méliès aus.
Der Film besitzt bis heute bei Filmkritikern und Filmschaffenden einen hohen Stand, oft taucht er auf Listen der besten Filme aller Zeiten auf. Bei einer vom Magazin Sight & Sound durchgeführten Umfrage unter über 1000 internationalen Filmkritikern wurde Zum Beispiel Balthasar auf Platz 16 der besten Filme aller Zeiten gewählt.